# Fosfuro de aluminio
El fosfuro de aluminio es un compuesto inorgánico altamente tóxico con la fórmula química AlP, utilizado como semiconductor de banda ancha y fumigante. Este sólido incoloro generalmente se vende como un polvo gris-verde-amarillo debido a la presencia de impurezas que surgen de la hidrólisis y la oxidación .

## Propiedades
Los cristales de AlP son de color gris oscuro a amarillo oscuro y tienen una estructura cristalina de zincblenda con una constante de red de 5,4510 Å a 300 K. Son termodinámicamente estables hasta 1000 °C (1830 °F). 
El fosfuro de aluminio reacciona con agua o ácidos para liberar fosfina:
AlP + 3 H2O → Al(OH)3 + PH3
AlP + 3 H+ → Al3+ + PH3
Esta reacción es la base de su toxicidad.

## Preparación
El AlP se sintetiza mediante la combinación de los elementos:  
4Al + P 4 → 4AlP

Debe evitarse la exposición del AlP a cualquier fuente de humedad, ya que se genera gas fosfina tóxico. La fosfina también supone un riesgo de incendio, ya que es un compuesto pirofórico peligroso que se inflama fácilmente en el aire.

## Usos

### Pesticida
El AlP se utiliza como rodenticida, insecticida y fumigante para granos de cereales almacenados. También se utiliza para matar pequeños mamíferos, como topos y roedores. Las pastillas o gránulos, conocidos como «píldoras de trigo», suelen contener también otras sustancias químicas que reducen el amoníaco y el dióxido de carbono (por ejemplo, carbamato de amonio), lo que ayuda a evitar la ignición o explosión espontáneas del gas fosfina. 
El AlP se utiliza como fumigante y como plaguicida oral. Como rodenticida, se suministran gránulos de fosfuro de aluminio mezclados con alimentos para que los roedores los consuman. El ácido del sistema digestivo del roedor reacciona con el fosfuro para generar el gas tóxico fosfina. Otros pesticidas similares al fosfuro de aluminio son el fosfuro de zinc y el fosfuro de calcio. Genera gas fosfina según la siguiente ecuación de hidrólisis.
2 AlP + 6 H2O → Al2O3∙3 H2O + 2 PH3
Se utiliza como fumigante cuando otras aplicaciones de plaguicidas no son prácticas y para tratar estructuras e instalaciones, como barcos, aviones y silos de grano. Todas estas estructuras pueden sellarse eficazmente o encerrarse en una membrana hermética al gas, lo que permite contener y concentrar los humos de fosfina. Los fumigantes también se aplican directamente en las madrigueras de los roedores.

### Aplicaciones de semiconductores
Industrialmente, el AlP es un material semiconductor que suele alearse con otros materiales binarios para aplicaciones en dispositivos como diodos emisores de luz (por ejemplo, fosfuro de aluminio, galio e indio ). 

## Toxicología
Altamente venenoso, el fosfuro de aluminio se ha utilizado con fines suicidas. La fumigación también ha causado muertes no intencionadas. Conocido como «pastilla de arroz» en Irán, por su uso para conservar el arroz, se han producido frecuentes incidentes con resultado de muerte, tanto accidental como intencionada. Existe una campaña de la Organización Iraní de Medicina Forense para detener su uso como pesticida. 
El reciclaje de envases usados de fosfuro de aluminio causó la muerte de tres miembros de una familia en Alcalá de Guadaira (España). Los habían estado guardando en bolsas de plástico en el cuarto de baño. Las muertes fueron accidentales, ya que el fosfuro de aluminio reaccionó con el agua o la humedad y se convirtió en fosfina, lo que les causó la muerte en cuestión de horas. 
El envenenamiento por fosfuro de aluminio se considera un problema de gran escala en el subcontinente indio.  